# المجيلس (الحديدة)

تعديل مصدري - تعديل

المجيلس هي إحدى قرى مديرية التحيتا التابعة لمحافظة الحديدة اليمنية، بلغ تعداد سكانها 3285 نسمة حسب الإحصاء الذي جرى عام 2004.